# Caproni Ca.101
Caproni Ca.101 là một loại máy bay chở khách của Italy, sau đó được quân đội sử dụng làm máy bay vận tải và máy bay ném bom.

## Biến thể

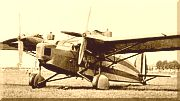
Caproni Ca.102

- Ca.101
  - Ca.101bis
- Ca.102
  - Ca.102quarter

## Quốc gia sử dụng
- Áo
- Đài Loan
- Italy
  - Regia Aeronautica
- Hungary
  - Không quân Hoàng gia Hungary

## Tính năng kỹ chiến thuật (Ca.101)
Đặc điểm tổng quát
- Kíp lái: 3
- Sức chứa: 8 lính hoặc 4 thương binh hoặc 1.500 kg (3.300 lb) hàng hóa
- Chiều dài: 13,5 m (44 ft 4 in)
- Sải cánh: 18,8 m (61 ft 8 in)
- Chiều cao: 3,6 m (11 ft 10 in)
- Diện tích cánh: 52 m2 (560 ft2)
- Trọng lượng rỗng: 2.450 kg (5.390 lb)
- Trọng lượng có tải: 3.950 kg (8.690 lb)
- Powerplant: 3 × Armstrong Siddeley Lynx do Alfa Romeo chế tạo, 149 kW (200 hp) mỗi chiêc

Hiệu suất bay
- Vận tốc cực đại: 210 km/h (130 mph)
- Tầm bay: 1.000 km (621 dặm)
- Trần bay: 5.000 m (16.400 ft)
- Vận tốc lên cao: 2,6 m/s (512 ft/phút)

Vũ khí trang bị
- 2 × súng máy Lewis 7,7 mm (.303 in)
- 250 × quả bom 2 kg (4.4 lb) hoặc 40 × quả bom 12 kg (26.4 lb)